# Kolej obwodowa w Krakowie

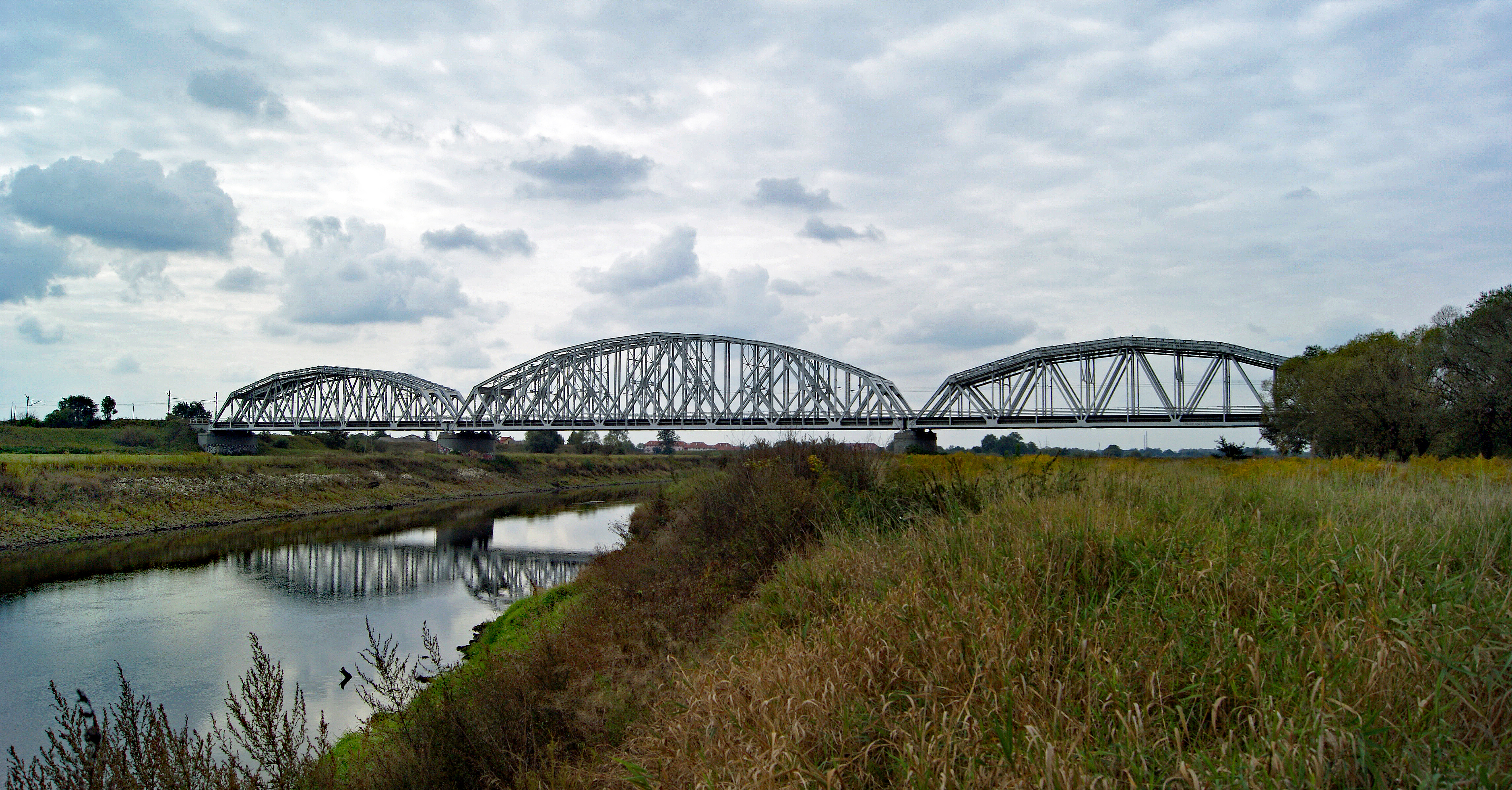
Most kolejowy na dużej obwodnicy

Kolej obwodowa w Krakowie – linie kolejowe zbudowane w celu omijania centrum miasta przez pociągi towarowe i transporty wojskowe, służące czasami do rozprowadzania ruchu pasażerskiego.
Obecnie terminem tym można określić dwie obwodnice kolejowe znajdujące się w Krakowie:
- mała obwodnica – linia kolejowa nr 100
- duża obwodnica – linia kolejowa nr 95

## Obwodnice historyczne

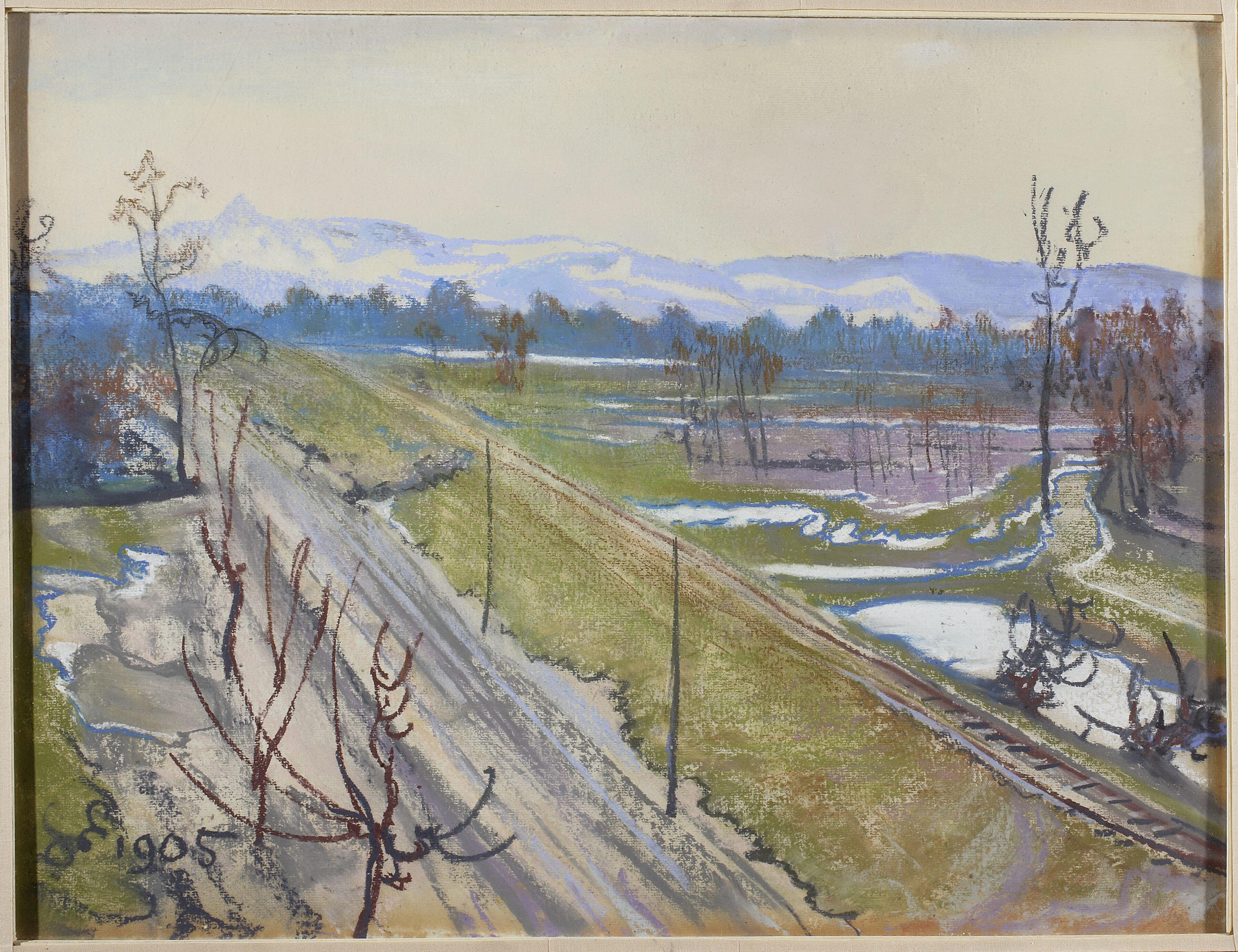
Nasyp kolei obwodowej zobrazowany przez Stanisława Wyspiańskiego – tory widoczne są w prawym dolnym rogu.

W latach 1886–1887 zbudowano ośmiokilometrową linię obwodową (zwaną cyrkumwalacyjną) w miejscu dzisiejszych Alei Trzech Wieszczów, przekraczającą Wisłę w miejscu dzisiejszego Mostu Dębnickiego. Łączyła ona Łobzów z Płaszowem i Bonarką. Powstała wzdłuż wału ziemnego z szeregiem bastionów Twierdzy Kraków flankowanego fosą z drogami wewnątrz i na zewnątrz. Wał wykorzystano jako nasyp, po którym przeprowadzono torowisko. Linia została otwarta 18 stycznia 1888. Przy linii wybudowano tylko jedną stację – Kraków Zwierzyniec oraz ładownię w okolicach miejsca przecięcia biegu kolei z dzisiejszym korytem rzeki Wilgi. Do ładowni tej dochodził tor wąski z okolic Ludwinowa. Linię zlikwidowano 1 stycznia 1911. Most przebudowano na drogowy, a na zniwelowanym terenie znalazła miejsce reprezentacyjna arteria drogowa. Nasyp kolei obwodowej miejskiej utrwalił w roku 1904/1905 Stanisław Wyspiański w cyklu pasteli znanym jako Widok z pracowni artysty na Kopiec Kościuszki, obecnie znajdującym się w zbiorach Muzeum Narodowego w Krakowie i Muzeum Narodowego w Warszawie.